# 三菱日联信托银行
三菱日联信托银行股份有限公司（简称：MUTB）是日本的一家大型信托银行，属于三菱UFJ金融集团的控制下，以资产而言是世界最大的金融机构之一。

## 概要
2005年10月1日，随着三菱东京金融集团和UFJ控股的合并，各自旗下的三菱信托银行株式会社和UFJ信托银行同时合组成为了全新的三菱UFJ信托银行株式会社。今天，MUTB持有将近1.5兆的美国信托资产，同时也是世界上最大的金融投资机构之一。

## 历史
- 1927年－三菱信托株式会社成立。
- 1927年－川崎信托株式会社成立。
- 1947年－川崎信托株式会社改名为日本信托株式会社。
- 1948年－日本信托株式会社改名为日本信托银行株式会社。
- 1948年－三菱信托株式会社改名为朝日信托银行株式会社。
- 1952年－朝日信托银行株式会社改名为三菱信托银行株式会社。
- 1993年－东京信托银行株式会社（当时东京银行的信托银行子公司）成立。
- 2001年－三菱信托银行株式会社，日本信托银行株式会社和东京三菱银行通过股票转移合并成为株式会社三菱东京金融集团。
- 2005年－UFJ控股和三菱东京金融机构宣布合并。
- 2005年－UFJ信托银行和三菱信托银行株式会社正式合并改名为三菱UFJ信托银行株式会社。